# Suong Sikoeun
Suong Sikoeun (geb. 1937), alias Kung, alias Thorn, ist ein kambodschanischer Revolutionär und Diplomat, der ein langjähriges Mitglied der Roten Khmer war. 

## Leben
Suong Sikoeun wurde im Jahr 1937 geboren. Sein Vater starb, als er erst drei Monate alt war. Er besuchte die Preah Sihanouk High School in der Provinz Kompong Cham.
Suong Sikoeun schloss sich den Studentenbewegungen an, wurde aber bald in klandestine Gruppen eingebunden, was ihn zwang, in Phnom Penh für den größten Teil der Jahre 1953 und 1954 unterzutauchen. Später konnte er das Lycée Sisowath besuchen und gleichzeitig Verbindungen zum Untergrund aufrechterhalten. Im Jahr 1957 lernte er Ieng Sary kennen. Im selben Jahr erhielt Suong Sikoeun ein Stipendium für ein Studium in Frankreich und ging nach Paris, wo er einen Magister-Abschluss in Geografie erwarb. 
Als Student heiratete er 1967 eine junge französische Lehrerin, Laurence Picq.
In Paris war er Mitglied des marxistischen Zirkels und langjähriger Redakteur von dessen Zeitung. Mitglieder dieses von Ieng Sary gegründeten marxistischen Kreises wurden später zu prominenten Persönlichkeiten des Regimes der Roten Khmer. 
Er war einer der engsten Mitarbeiter von Außenminister Ieng Sary und Außenamtssprecher im Demokratischen Kampuchea. Er war zuständig für Besuche von geringerer Priorität. Er verließ die Roten Khmer im Jahr 1996.
Während des Prozesses gegen die Roten Khmer war er Zeuge im „Verfahren 002“ und setzte sich für die wegen Völkermordes verurteilten Nuon Chea und Khieu Samphan ein.
Ein bekanntes Foto zeigt den ehemaligen hochrangigen Diplomaten der Roten Khmer als Dolmetscher Mitte der 1970er Jahre bei einem Treffen zwischen Khieu Samphan und Prinz Souphanouvong, dem Präsidenten von Laos.

Bezüglich seiner Distanzierung von der Roten Khmer wird Suong Sikoeun mit den folgenden Worten zitiert: 

„Ich war 30 Jahre lang ein Roter Khmer. Heute bin ich es nicht mehr. Ich habe viel gelesen. Ich habe viel nachgedacht. Der Klassenkampf ist schädlich für Kambodscha. Dieser Gedanke ist überhaupt nicht kambodschanisch […] Ich wäre lieber ein Sihanoukist. Ich denke, der sozialistische Buddhismus ist eher an die Khmer-Gesellschaft anpassbar.“

Über seinen Lebensweg legte er ein Zeugnis ab in Form eines Buches, zusammen mit Henri Locard, einem Spezialisten für das Demokratische Kampuchea (und bekannt als Verfasser des Buches Pol Pot’s Little Red Book: The Sayings of Angkar), der den Verlagsangaben zufolge Suong Sikoeun auf seinem gesamten Weg der Reue begleitete.

Bezüglich seiner heldenhaften Vorbilder wird Suong Sikoeun von Christine Chaumeau in der Phnom Penh Post mit den folgenden Worten zitiert: 

„At the school in Kompong Cham, I was much influenced by the French Revolution and especially Robespierre [einem der größten "Hardliner" der republikanischen französischen Revolutionäre]. There was only one step from that to be a communist [...] Robespierre is my hero. Robespierre and Pol Pot; the two men have the same quality of determination and integrity“

## Schriften
- Suong Sikoeun, Henri Locard: Itinéraire d’un intellectuel Khmer rouge: Suivi de Les acteurs du drame. 2013
- Évolution des structures agraires dans les provinces du Sud-Est cambodgien de 1930 à nos jours. 1969[14]